# Nicole Gaultier
Nicole Gaultier, nombre artístico de Marcelo Álvarez (Montevideo, Uruguay), es una drag queen uruguaya, conocida por competir en la tercera temporada de Aquí se baila y formar parte del jurado del programa chileno The Switch Drag Race.

## Carrera
Nicole Gaultier es una de las artistas más destacadas de la escena drag de Chile. Produjo y protagonizó el show de music hall Tacones y Algo Más, y se desempeñó durante años como directora artística de la discoteca Búnker.
Entre 2015 y 2018 se desempeñó como jueza permanente en la competición chilena The Switch Drag Race, de la franquicia Drag Race, suponiendo esto su debut en la televisión.
En 2023 compitió en el programa de baile chileno Aquí se baila. Finalmente se vio obligada a retirarse del concurso debido a problemas de salud. Gaultier reveló que padecía de síndrome de Tietze, y que tuvo que medicarse de forma constante durante la grabación del programa, por lo que finalmente decidió retirarse.

## Filmografía

### Televisión
| Año       | Título                | Papel       | Notas        |
| --------- | --------------------- | ----------- | ------------ |
| 2015-2018 | The Switch Drag Race  | Jurado      | 54 episodios |
| 2016      | ¿Volverías con tu ex? | Ella misma  | 3 episodios  |
| 2023      | Aquí se baila         | Concursante | 1 episodio   |